# Llan Ffestiniog
Llan Ffestiniog är en by i Gwynedd i Wales. Byn är belägen 14 km 
från Porthmadog. Orten har 875 invånare (2018).